# Гарлем (Манхэттен)
Га́рлем (Ха́рлем; англ. Harlem) — традиционно афроамериканский квартал в северной части нью-йоркского боро Манхэттен.

## История
Первое европейское поселение на месте нынешнего Гарлема появилось в 1637 году. Первые годы своего существования оно подвергалось набегам местного индейского племени ленапе, что вынудило многих первых переселенцев покинуть эти места. Тем не менее, этому поселению удалось выжить и с 1658 года оно стало известно как Новый Гарлем, получив название в честь процветавшего в те времена голландского города Харлема.
С 1880 года в Гарлеме стали обосновываться компактные группы негров, в первую очередь, в районе 125-й и 130-й улиц. Массовый приток афроамериканцев в Гарлем начался в 1904 году благодаря деятельности негритянского риелтора Филипа Пейтона. К 1930 году население района стало состоять преимущественно из афроамериканцев. Так, в 1910 году чернокожие жители Гарлема составляли 10 % населения Гарлема, а к 1930 году их было уже 70 % среди местных жителей.

## Архитектура
В отличие от Среднего Манхэттена с его небоскрёбами, в Гарлеме в основном трёх-шестиэтажные дома. Преобладающий здесь архитектурный стиль, как и во многих местах Нью-Йорка, в том числе в Бруклине, напоминает голландские, английские и прочие европейские традиции. Дома в этом стиле попадаются в основном на «стритах» — улицах, не загруженных транспортом. В Гарлеме можно встретить и образцы викторианской архитектуры. Памятником промышленной архитектуры является Подстанция № 219.

## Музыкальная культура
С Гарлемом связан подъём негритянской музыки в середине 1930-х. Виднейшие музыканты того времени выбрали площадкой своих выступлений театр «Аполло» в Гарлеме. В его окрестностях жили Билли Холидей, Луи Армстронг, Дюк Эллингтон, Лесэйн Пэриш Крукс.

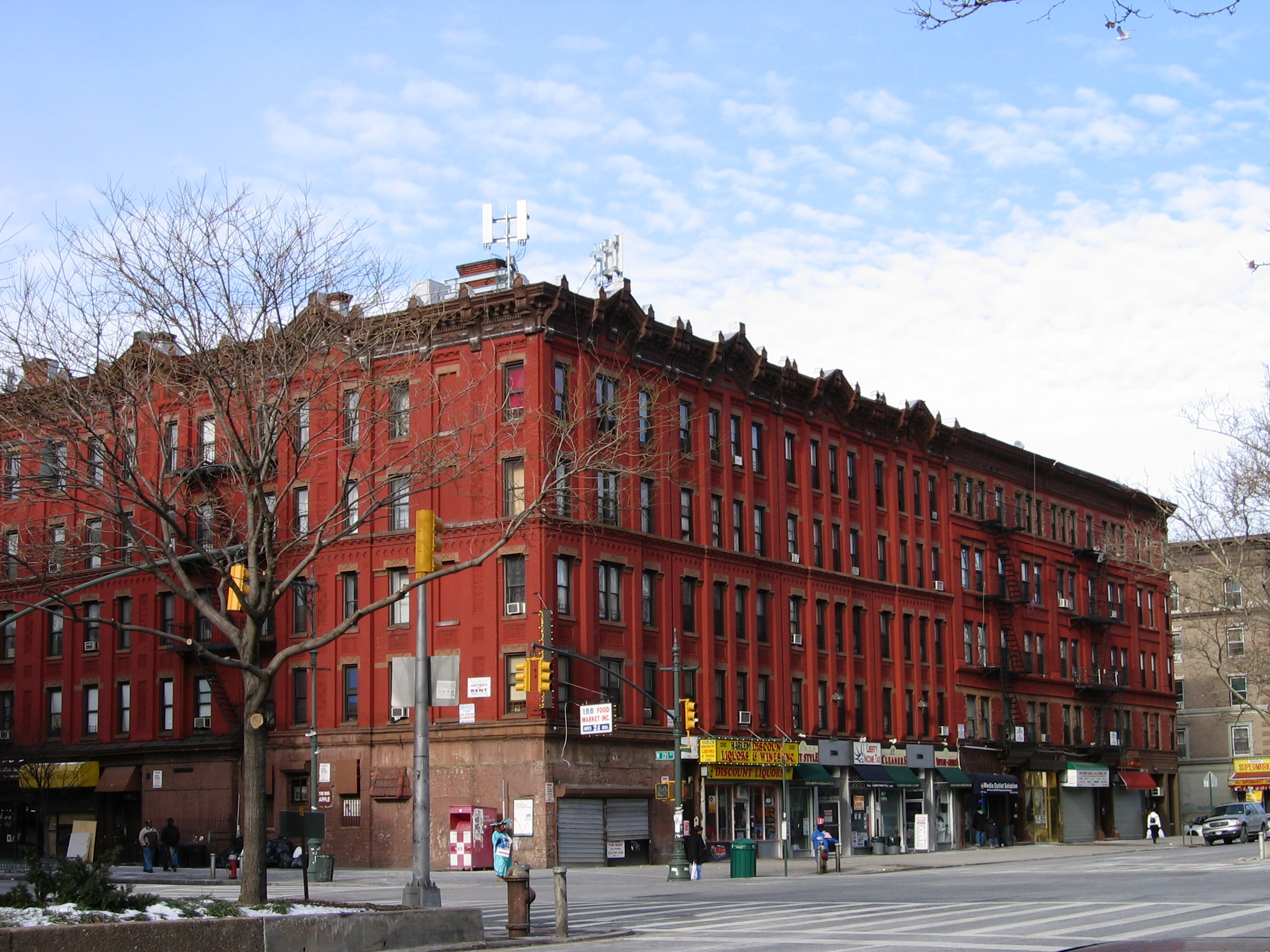
Пересечение 135-й улицы и 7-й авеню
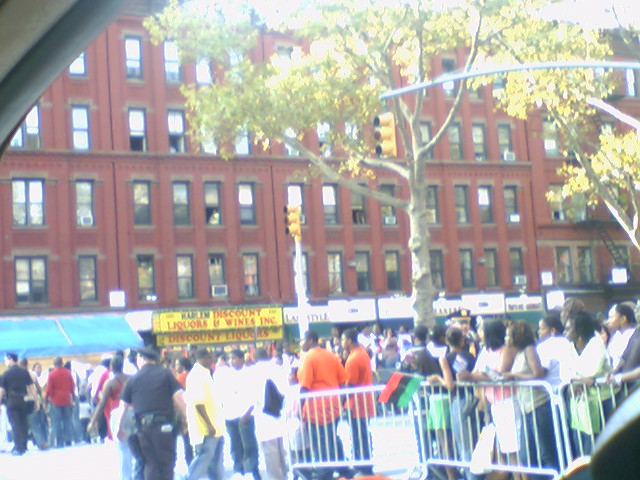
Парад в Гарлеме
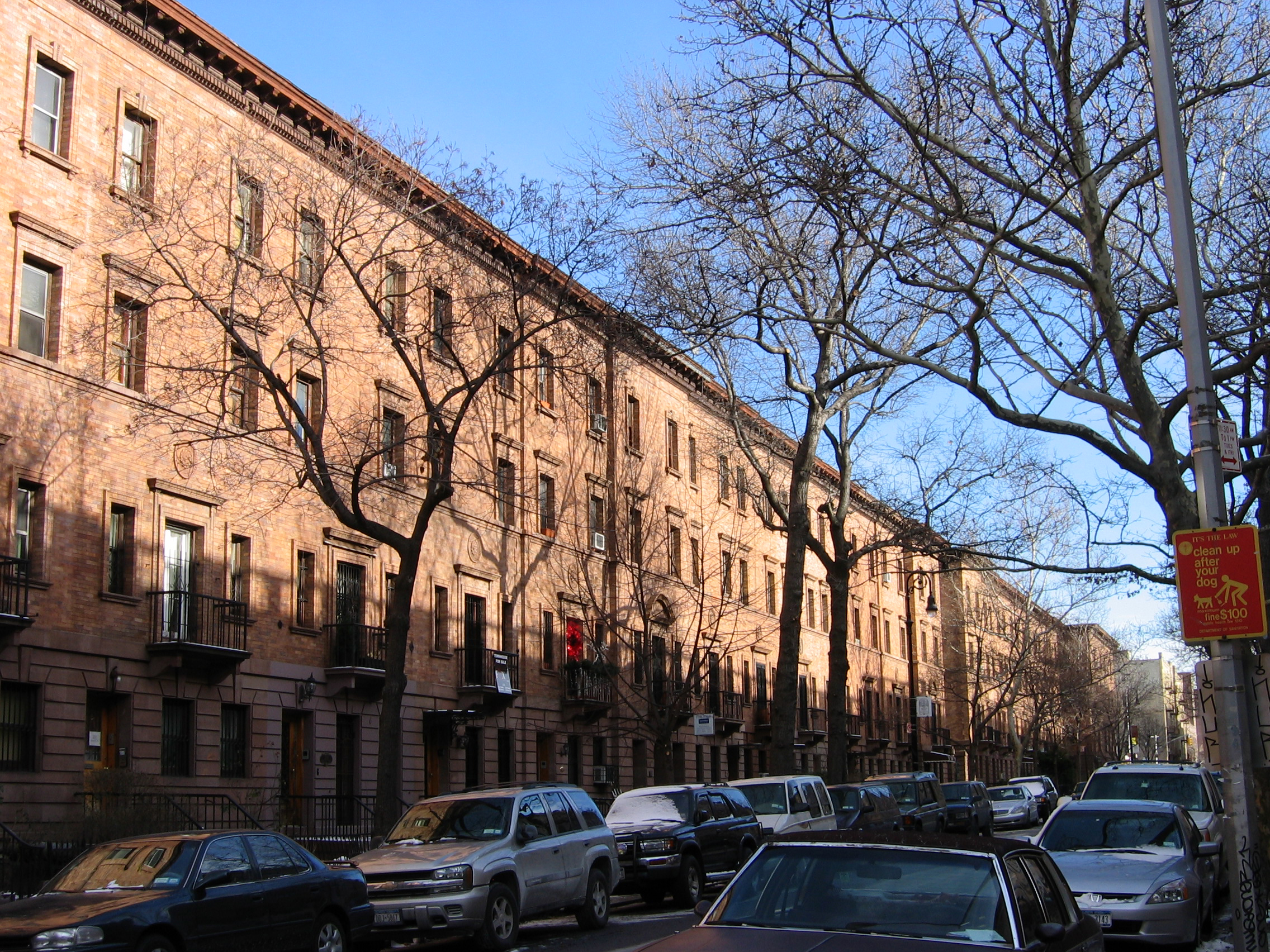
Улица Страйверс-Роу